# Aalestrup
Aalestrup oder Ålestrup ist eine dänische Ortschaft mit 2794 Einwohnern (Stand 1. Januar 2023) im westlichen Himmerland. Die Ortschaft ist seit der Kommunalreform 2007 Bestandteil der Vesthimmerlands Kommune in der Region Nordjylland. Zuvor war sie Hauptort der Aalestrup Kommune im Amt Viborg.
Aalestrup liegt knapp 14 km südlich von Aars, 18 km östlich von Hvalpsund und etwa 18 km westlich von Hobro.

## Persönlichkeiten
- René Antonsen (* 1992), Handballspieler